# St. Wendel
St. Wendel település Németországban, azon belül Saar-vidék tartományban. Lakosainak száma 25 503 fő (2023. december 31.).

## Népesség
A település népességének változása:
| Lakosok száma | 27 558 | 26 106 | 25 959 | 25 862 | 25 337 | 25 583 | 25 503 |
|               | 1975   | 2016   | 2017   | 2019   | 2021   | 2022   | 2023   |